# 남포흐얀마 지역

남포흐얀마 지역의 문장

남포흐얀마 지역의 위치

남포흐얀마 지역(핀란드어: Etelä-Pohjanmaa, 스웨덴어: Södra Österbotten)은 핀란드를 구성하는 지역 가운데 하나로, 중심 도시는 세이내요키이며 면적은 13,459km2, 인구는 193,954명이다. 피르칸마 지역, 사타쿤타 지역, 포흐얀마 지역, 중앙포흐얀마 지역, 중앙수오미 지역과 접하며 19개 지방 자치체를 관할한다.